# UFC Fight Night: Pettis vs. Moreno
UFC Fight Night: Pettis vs. Moreno, noto anche come UFC Fight Night 114, è stato un evento di arti marziali miste tenuto dalla Ultimate Fighting Championship il 5 agosto 2017 all'Arena Ciudad de México di Città del Messico, in Messico.

## Risultati
|                                   | Divisione             |                       |                 |                    | Metodo                                      | Round           | Tempo           | Premio          |
| Card Principale                   | Card Principale       | Card Principale       | Card Principale | Card Principale    | Card Principale                             | Card Principale | Card Principale | Card Principale |
| --------------------------------- | --------------------- | --------------------- | --------------- | ------------------ | ------------------------------------------- | --------------- | --------------- | --------------- |
|                                   | Pesi mosca            | Sergio Pettis         | batte           | Brandon Moreno     | Decisione unanime (49-46, 48-46, 48-46)     | 5               | 5:00            |                 |
|                                   | Catchweight (53,9 kg) | Alexa Grasso          | batte           | Randa Markos       | Decisione non unanime (29-28, 28-29, 29-28) | 3               | 5:00            |                 |
|                                   | Pesi welter           | Niko Price            | batte           | Alan Jouban        | KO tecnico (pugni)                          | 1               | 1:44            | POTN            |
|                                   | Pesi piuma            | Humberto Bandenay     | batte           | Martín Bravo       | KO (ginocchiata)                            | 1               | 0:26            | POTN            |
|                                   | Pesi medi             | Sam Alvey             | batte           | Rashad Evans       | Decisione non unanime (28-29, 29-28, 29-28) | 3               | 5:00            |                 |
|                                   | Pesi gallo            | Alejandro Pérez       | batte           | Andre Soukhamthath | Decisione non unanime (29-28, 28-29, 29-28) | 3               | 5:00            |                 |
| Card Preliminare (Fox Sports 1)   |                       |                       |                 |                    |                                             |                 |                 |                 |
|                                   | Pesi welter           | Jack Hermansson       | batte           | Brad Scott         | KO tecnico (pugni)                          | 1               | 3:50            |                 |
|                                   | Pesi mosca            | Dustin Ortiz          | batte           | Hector Sandoval    | KO (pugni)                                  | 1               | 0:15            | POTN            |
|                                   | Pesi gallo            | Rani Yahya            | batte           | Henry Briones      | Sottomissione (kimura)                      | 1               | 2:01            |                 |
|                                   | Pesi gallo            | José Alberto Quiñónez | batte           | Diego Rivas        | Decisione unanime (30-27, 30-27, 30-27)     | 3               | 5:00            |                 |
| Card Preliminare (UFC Fight Pass) |                       |                       |                 |                    |                                             |                 |                 |                 |
|                                   | Pesi mosca            | Joseph Morales        | batte           | Roberto Sanchez    | Sottomissione (rear-naked choke)            | 1               | 3:56            | POTN            |
|                                   | Pesi leggeri          | Jordan Rinaldi        | batte           | Álvaro Herrera     | Sottomissione (Von Flue choke)              | 1               | 2:01            |                 |

## Premi
I lottatori premiati ricevettero un bonus di 50.000 dollari.
Legenda:
- FOTN: Fight of the Night (vengono premiati entrambi gli atleti per il miglior incontro dell'evento)
- POTN: Performance of the Night (viene premiato il vincitore per la migliore performance dell'evento)